# Frito mallorquín
El frito mallorquín (en malloquin , frit mallorquí) es un plato tradicional de Mallorca (España) elaborado tradicionalmente a partir de la carne, la asadura, el hígado y la sangre cocida del cerdo, el cordero, el cabrito o incluso el pavo.
El plato es una fritura en aceite de oliva de la carne con patatas, cebolla, tomate y pimienta roja. Suele condimentarse con sal, guindilla, pimienta, ajo, hinojo y laurel.
Parece que tiene un origen oh
, ya que presenta similitudes con la cocida judeo-sefardí y árabe. Apaece citado ya en varios recetarios antiguos, como el Llibre de Sent Soví (siglo XIV).

## Variantes
Se conocen varias variantes del frito mallorquín:
- Frito de matanzas (frit de matançes), que se hace en la época de la matanza.
- Frito de sangre (frit de sang), de la comarca de la Sierra de Tramuntana.
- Frito variado (frit variat), versión con ingredientes variados.
- Fritos que sustituyen el ingrediente principal (la carne) por otros ingredientes: frito de marisco, de pollo o de verduras.